# Колетта, Федерико
Федери́ко Коле́тта (итал. Federico Coletta; родился 29 мая 2007) — итальянский футболист, полузащитник юношеской команды клуба «Рома».

## Клубная карьера
Воспитанник футбольной академии клуба «Рома».

## Карьера в сборной
Выступал за сборные Италии до 15, до 17, до 18 и до 19 лет.
В 2024 году в составе сборной Италии до 17 лет сыграл на юношеском чемпионате Европы на Кипре, забив гол в матче группового этапа против Польши 21 мая, гол в полуфинальном матче против Дании 2 июня и гол в финале против Португалии 5 июня. Итальянцы одержали победу на турнире.

## Достижения
Сборная Италии (до 17 лет)
- Чемпион Европы до 17 лет: 2024